# Xyris wurdackii
Xyris wurdackii är en gräsväxtart som beskrevs av Bassett Maguire och Lyman Bradford Smith. Xyris wurdackii ingår i släktet Xyris och familjen Xyridaceae.

## Underarter
Arten delas in i följande underarter:
- X. w. caquetensis
- X. w. wurdackii